# タン・ジャースー
タン・ジャースー（唐加思、Tang Jia Si、1986年1月16日 - ）は、中国湖南省出身の女優。身長163cm、体重48kg。特技は演技、歌、ダンス。愛称は、思思（スースー）など。

## 人物・経歴
- 中国媒体大学（元・北京広播学院）の演劇学科を卒業後、北京児童芸術劇院に所属し、厳選された50名のオーディションでドラマ「OLにっぽん」の中国人研修生役に抜擢された。
- ドラマ「OLにっぽん」撮影前の8月から日本語を習い始めたが、1か月で役柄が必要としているハイレベルの日本語まで上達した。
- 中国映画『夏天、有風吹過（邦題：夏、風が吹き通る）』にて第9回長春映画祭(zh)助演女優賞を受賞した。

## 出演作品

### テレビドラマ
- OLにっぽん（2008年、日本テレビ） - 張琳 役
- ギネ 産婦人科の女たち（2009年、日本テレビ）- 中国人の妊婦 役(第1話ゲスト)

### 映画
- 夏天、有風吹過（2008年、日本未公開、邦題：夏、風が吹き通る） - 天晴 役